# Kanton Antibes-3
Antibes-3 is een kanton van het Franse departement Alpes-Maritimes. Het kanton maakt deel uit van het arrondissement Grasse .

Het telt 35.848 inwoners in 2018.

Het kanton werd gevormd ingevolge het decreet van 24 februari 2014 met uitwerking op 22 maart 2015.

## Gemeenten
Het kanton omvat volgende  gemeenten:
- Antibes (hoofdplaats)  (oostelijk deel)
- Biot